# 毛氈苔石屬
毛氈苔石屬（拉丁語：Droseridites）是一屬已滅絕的植物，可能與茅膏菜科或豬籠草有親緣關係。是一種僅發現花粉化石的分類單元，分布於世界各地，包括歐洲（從法國到高加索）、印度、 埃及、 阿拉伯半島、 和凱爾蓋朗群島。。
最初描述為刺毛氈苔石的凱爾蓋朗群島的化石花粉，被暫時移動至豬籠草屬。